# Timmarna med Rita
Timmarna med Rita (engelska: Educating Rita) är en brittisk dramakomedi från 1983 i regi av Lewis Gilbert. Filmen baseras på Willy Russells pjäs med samma namn.
1999 placerade British Film Institute filmen på 84:e plats på sin lista över de 100 bästa brittiska filmerna genom tiderna.

## Utmärkelser
Timmarna med Rita vann ett BAFTA Award för bästa film 1984. Michael Caine och Julie Walters vann både Golden Globe Award och BAFTA Award för sina insatser i filmen.
Filmen var även nominerad till tre Oscars 1984.

## Rollista i urval
- Michael Caine - Frank Bryant
- Julie Walters - Rita White
- Michael Williams - Brian
- Maureen Lipman - Trish
- Jeananne Crowley - Julia
- Malcolm Douglas - Denny, Ritas make
- Godfrey Quigley - Ritas far
- Patricia Jeffares - Ritas mor
- Dearbhla Molloy - Elaine